# Departamento Tercero Arriba

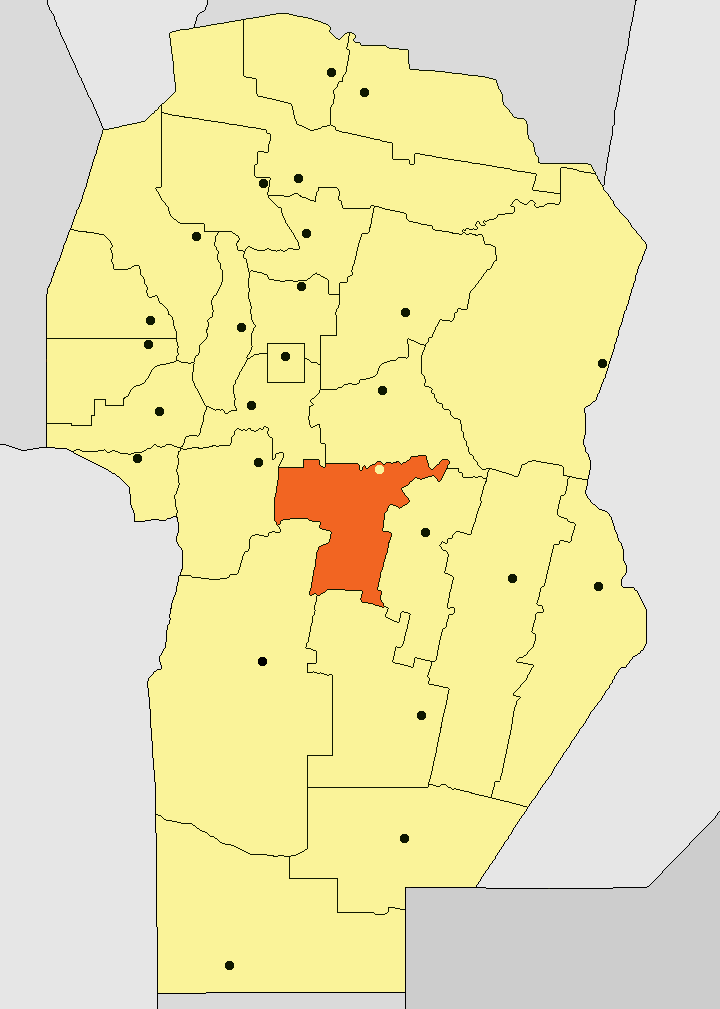
Lage des Departamento Tercero Arriba in der Provinz Córdoba

Tercero Arriba ist ein Departamento im mittleren Zentrum der zentralargentinischen Provinz Córdoba.
Insgesamt leben 120.918 Menschen auf 5139 km² dort. Die Hauptstadt des Departamento ist Oliva.

## Städte
- Almafuerte
- Colonia Almada
- Corralito
- Dalmacio Vélez Sarsfield
- General Fotheringham
- Hernando
- James Craik
- Las Isletillas
- Las Perdices
- Los Zorros
- Oliva
- Pampayasta Norte
- Pampayasta Sud
- Punta del Agua
- Río Tercero
- Tancacha
- Villa Ascasubi[2]